# Semmelweis Egyetem Központi Igazgatási Épület
A Semmelweis Egyetem Központi Igazgatási Épület egy nagy múltú budapesti egészségügyi és oktatási intézmény épülete.

## Története
A Józsefvárosi belső klinikai tömb részeként az Üllői út 26. szám alatt 1881 és 1884 között Weber Antal tervei alapján épült épület az egyetem adminisztratív részlege mellett több tanszéknek és könyvtárnak adott helyett. 1956-ban az épületet kisebb sérülések érték. 

## Képtár

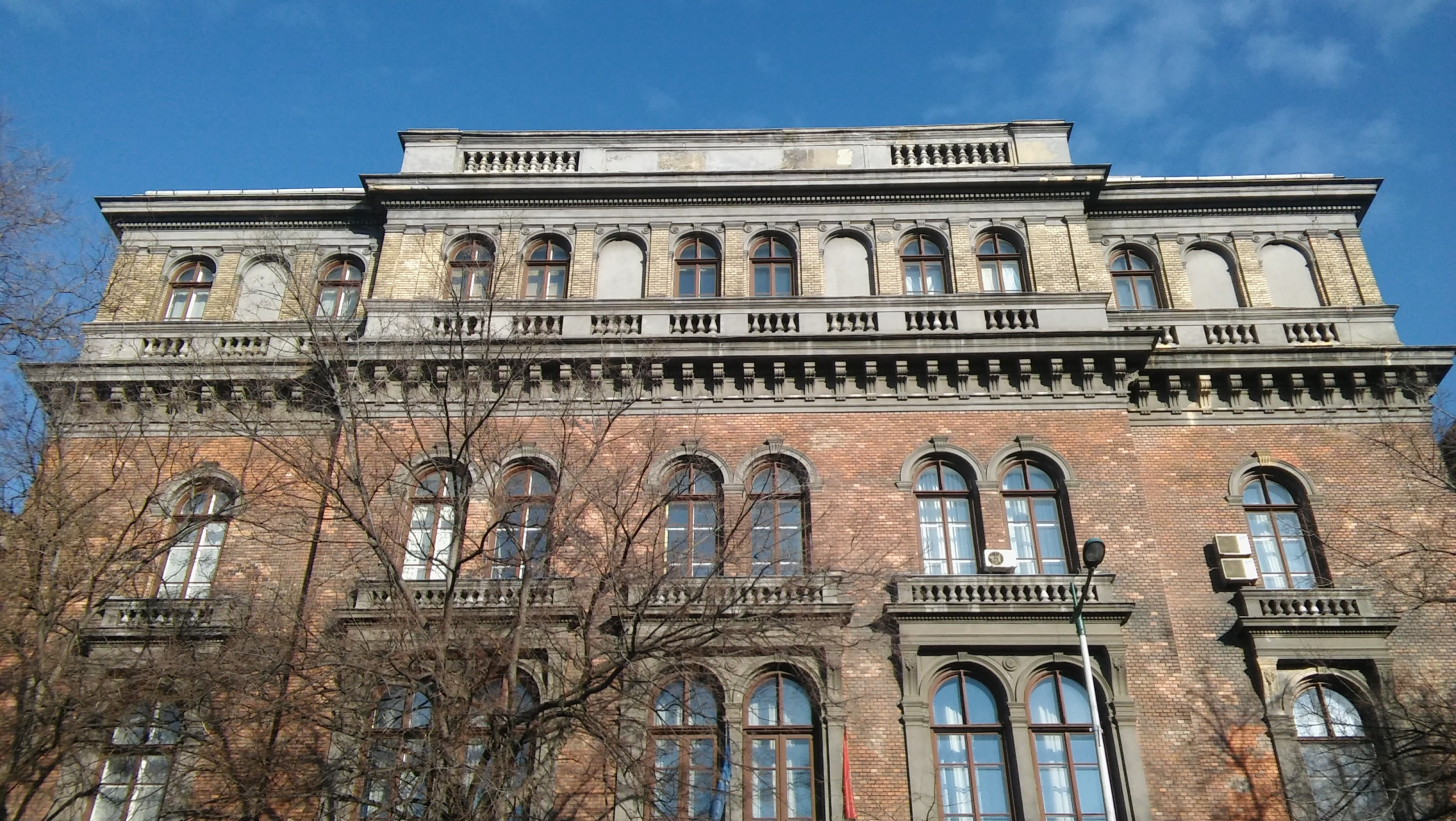
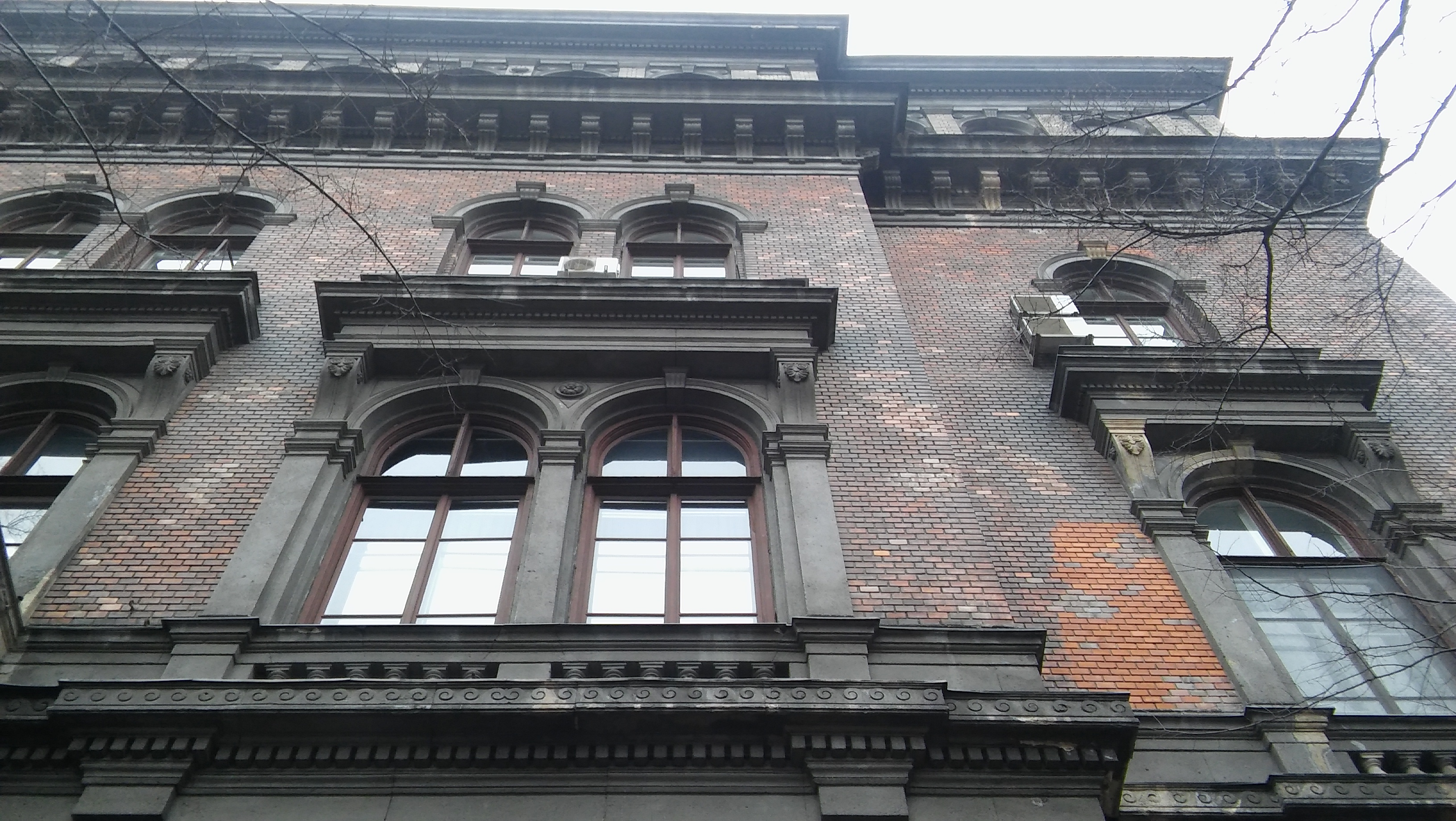
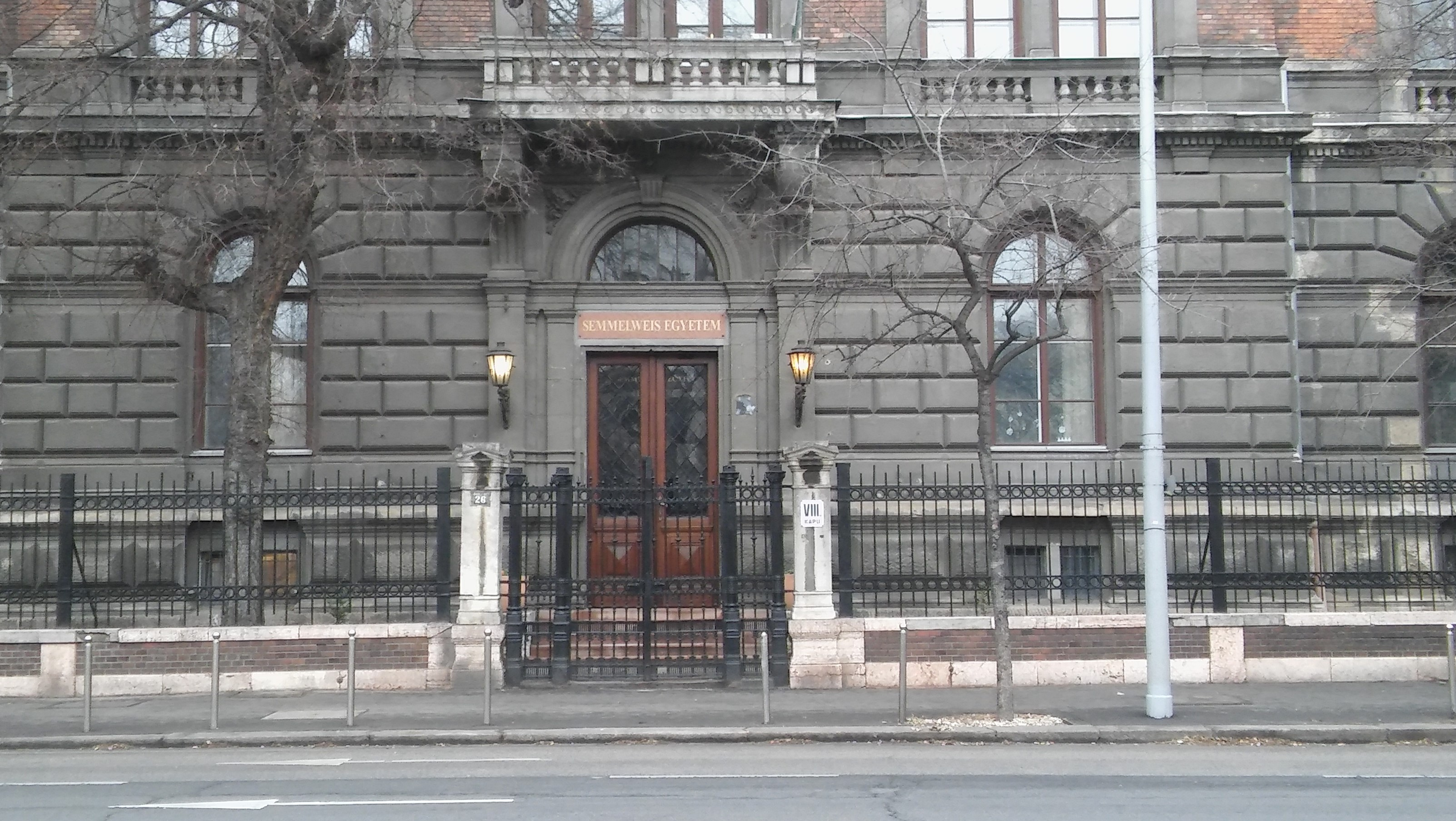
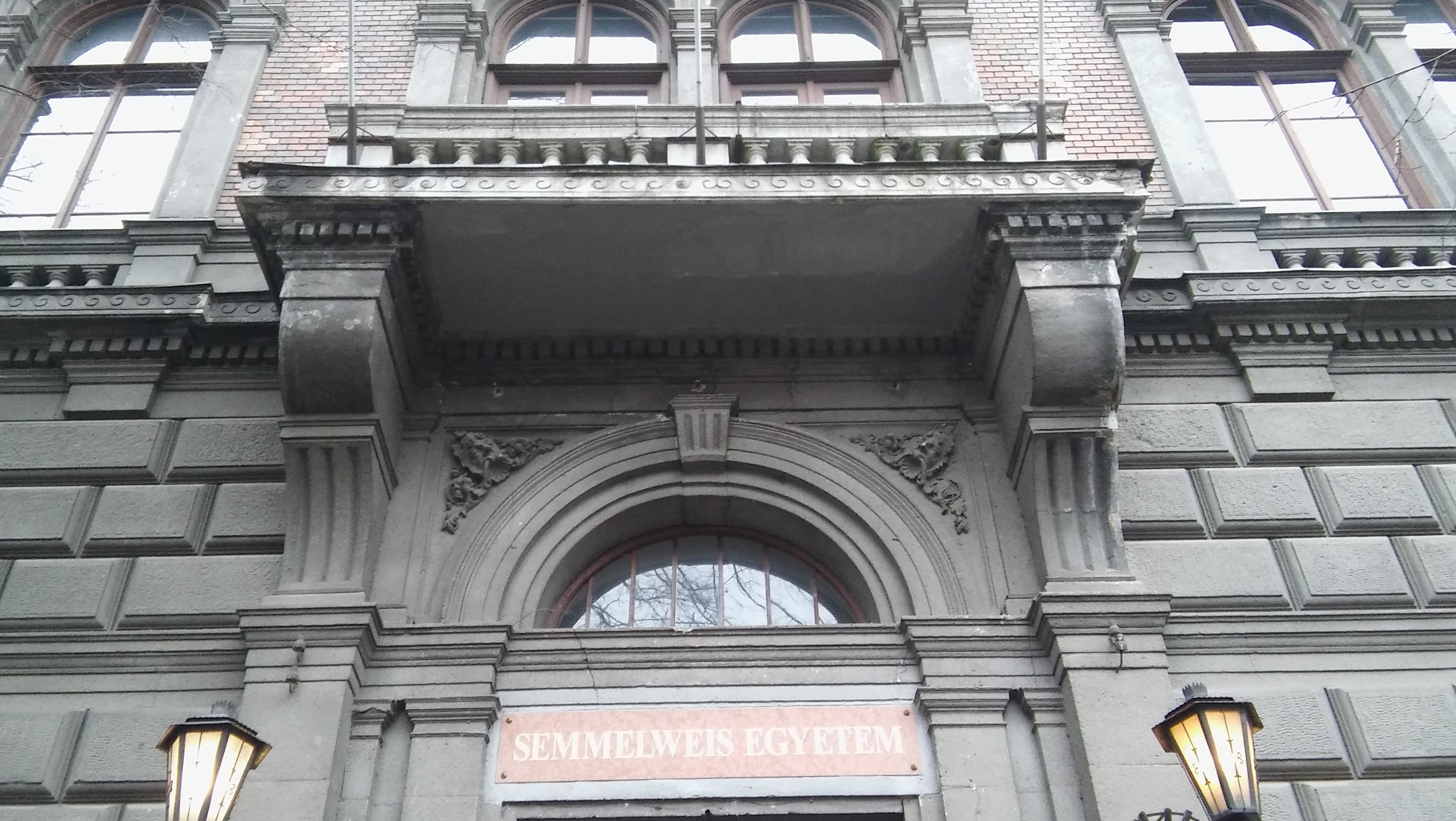
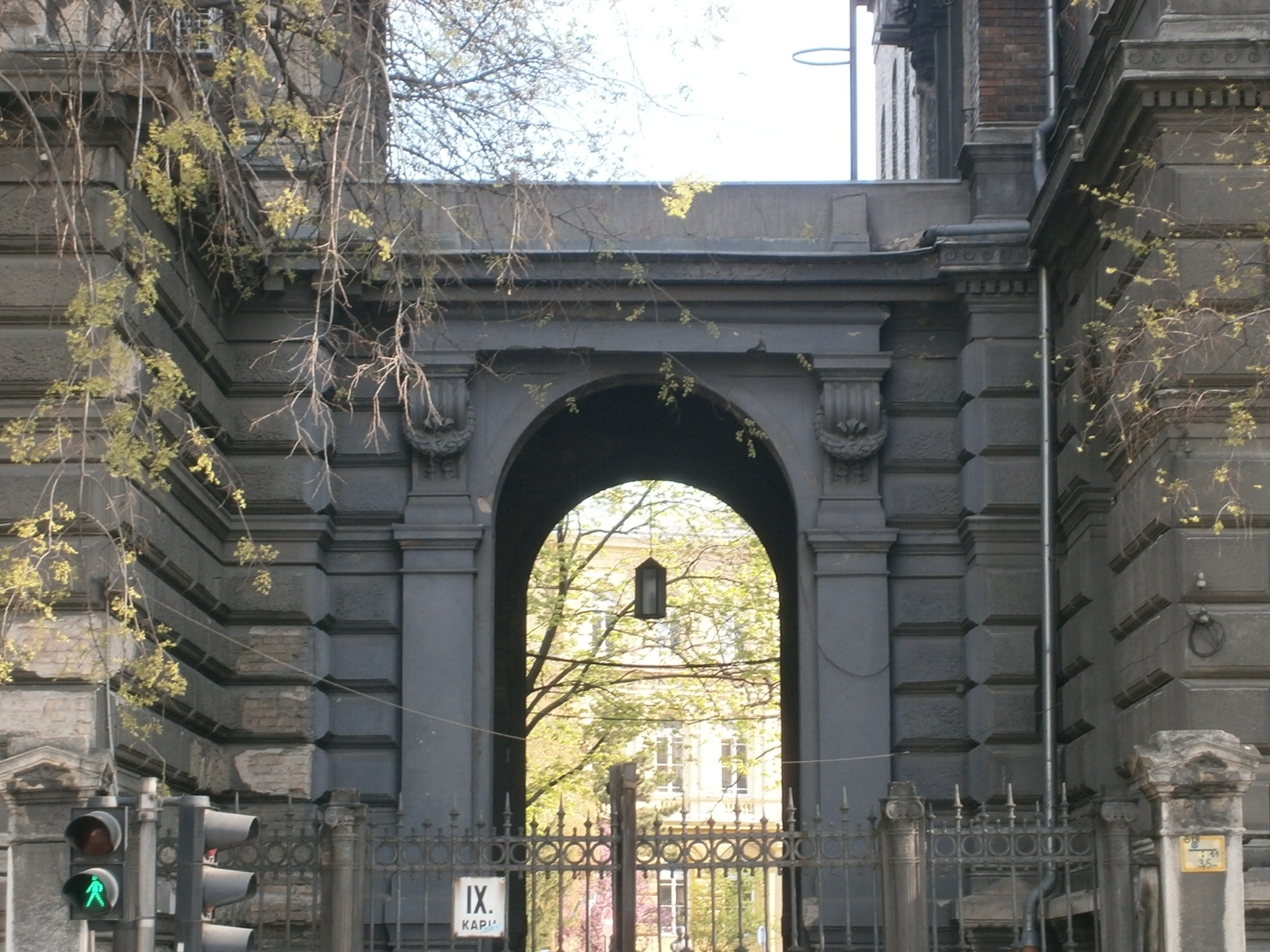
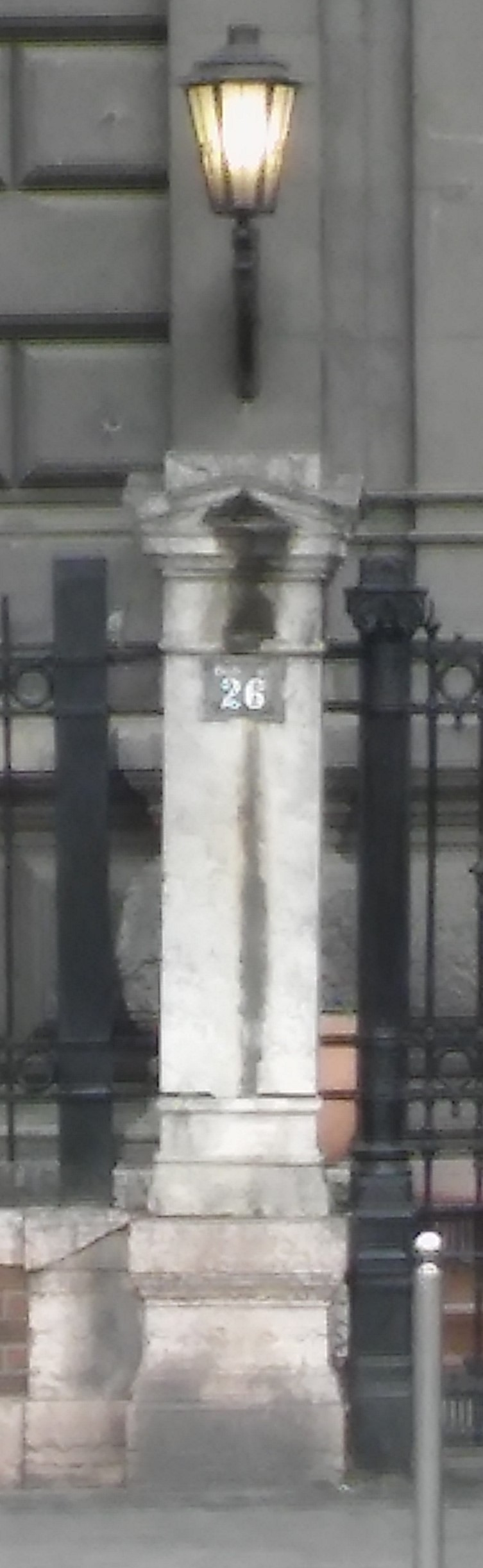
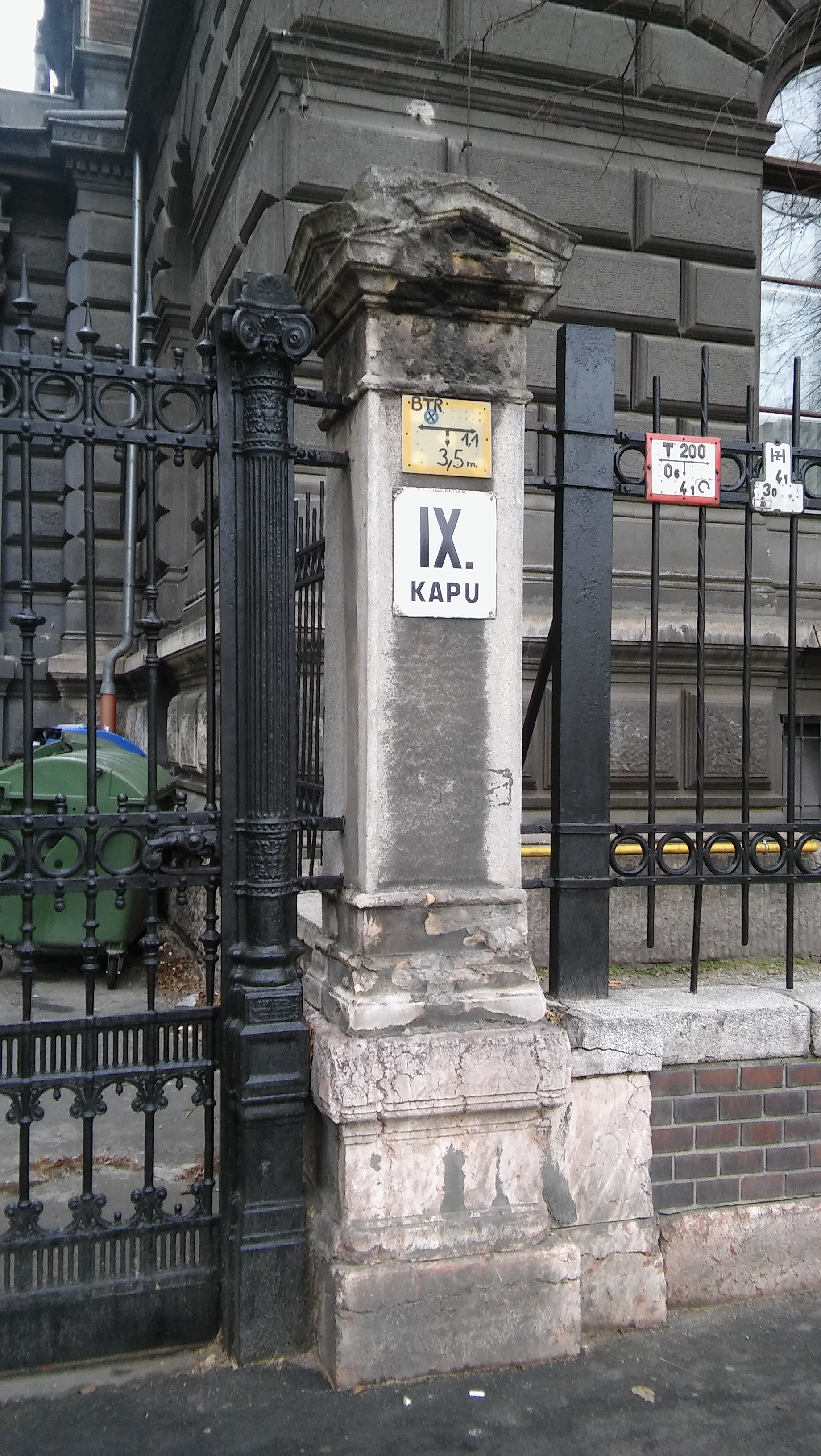
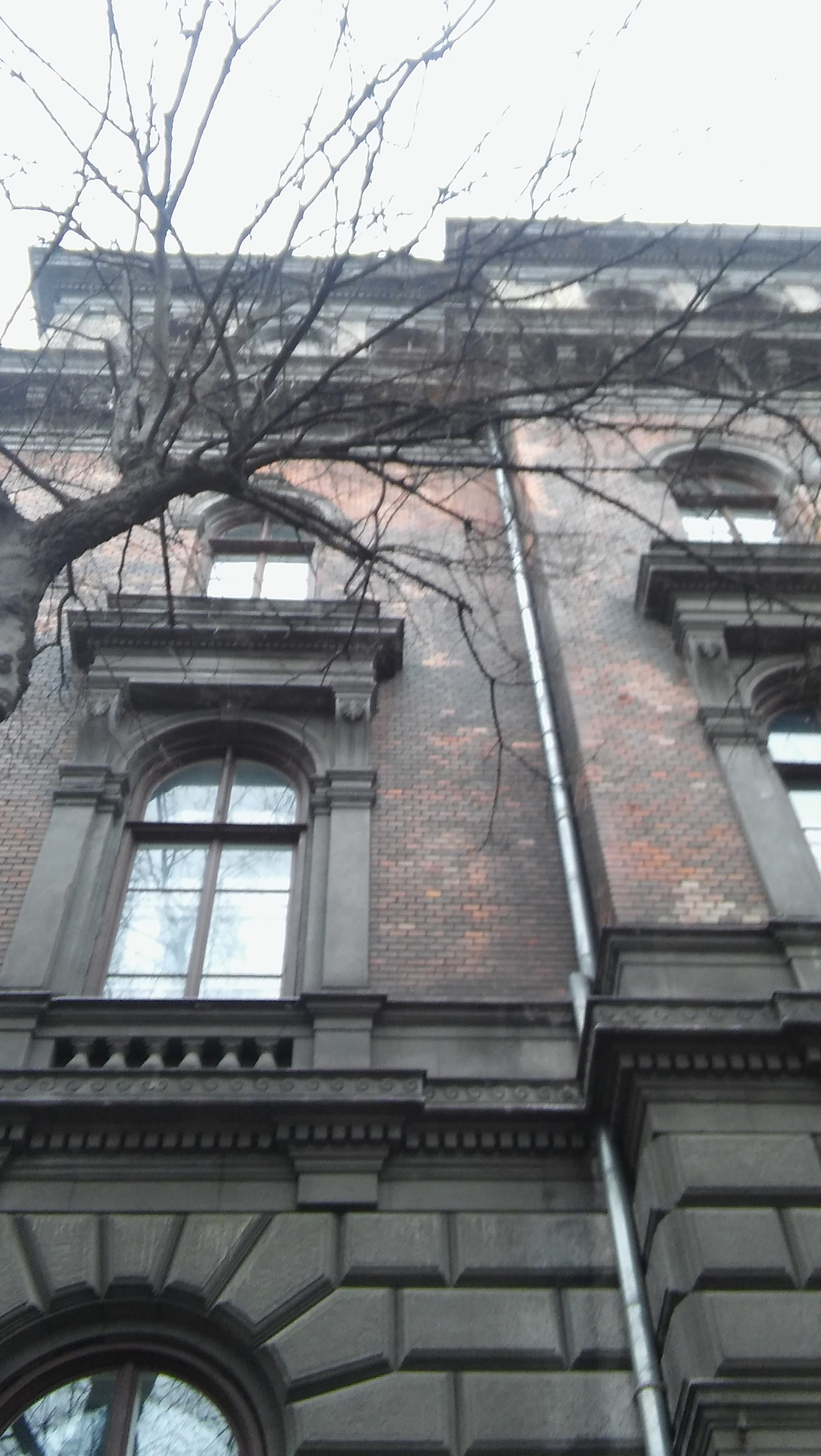
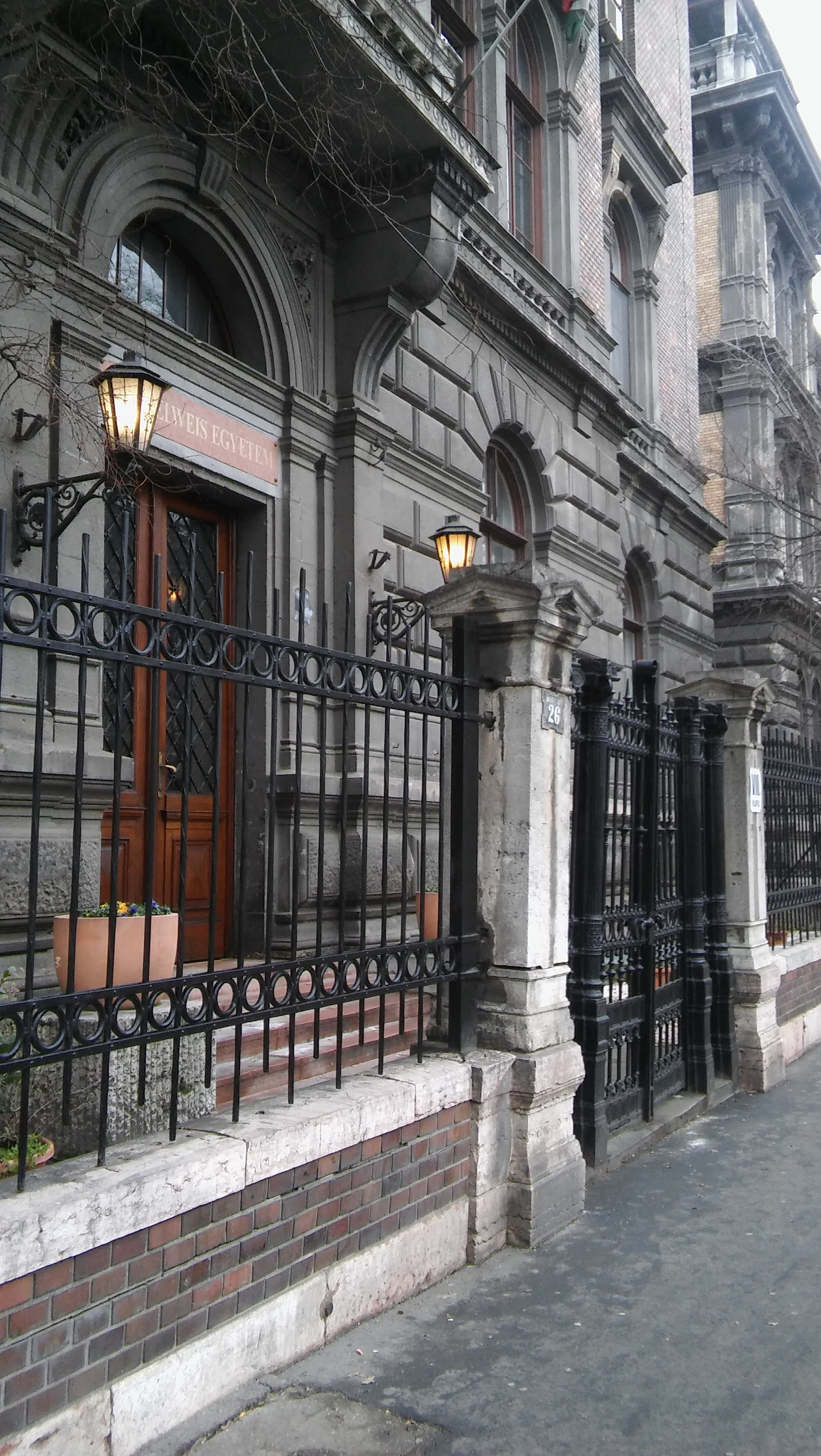
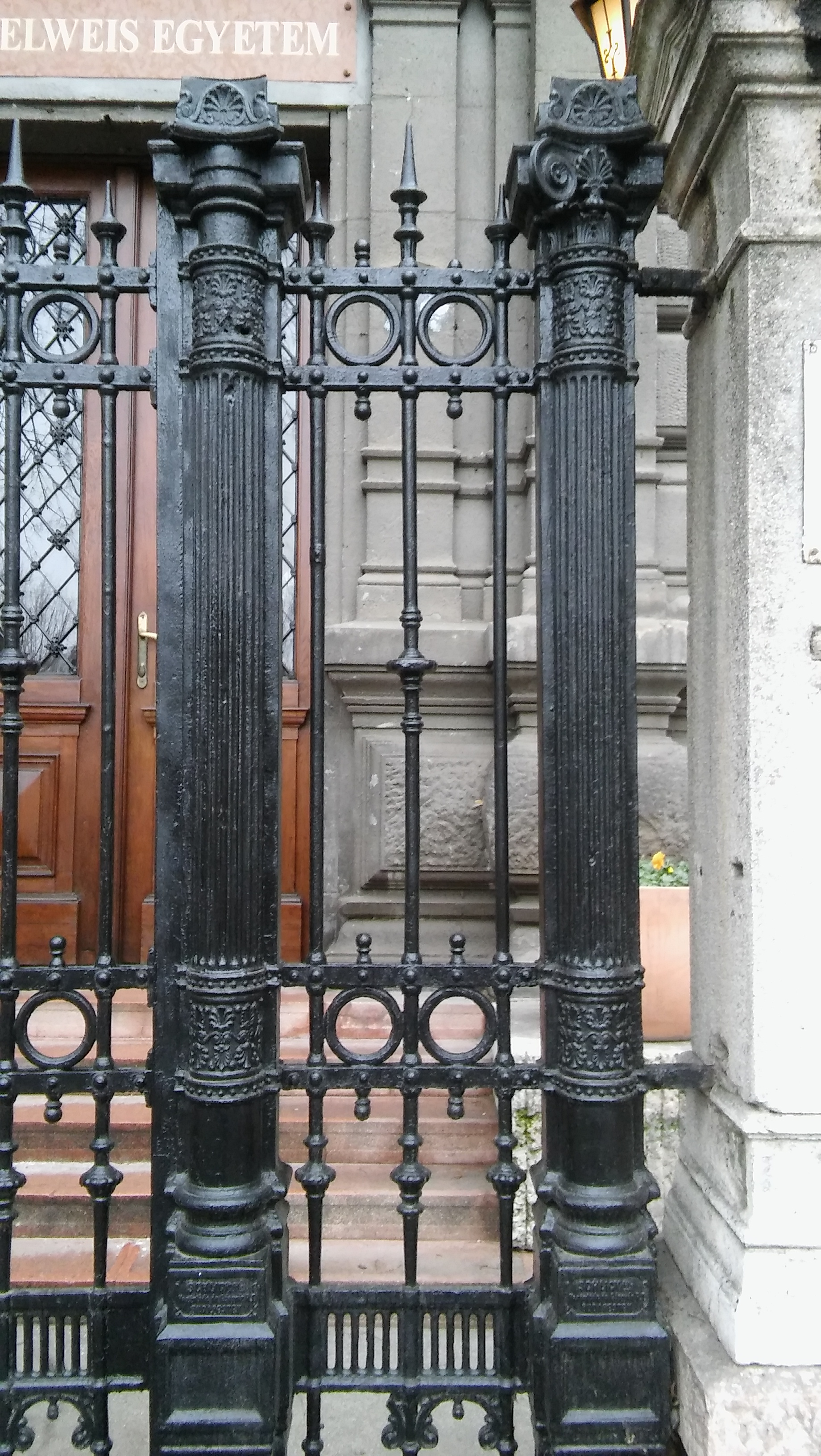
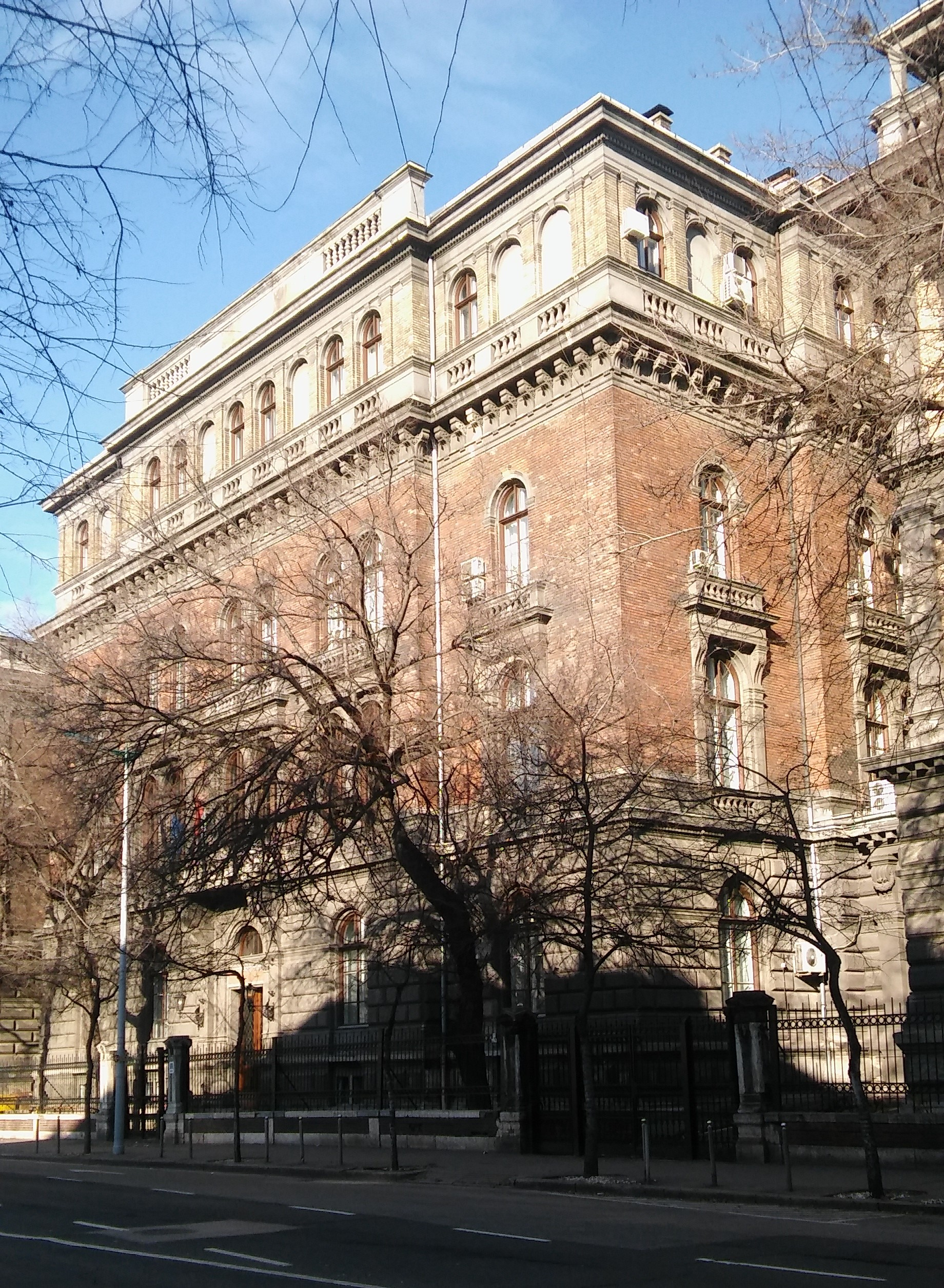
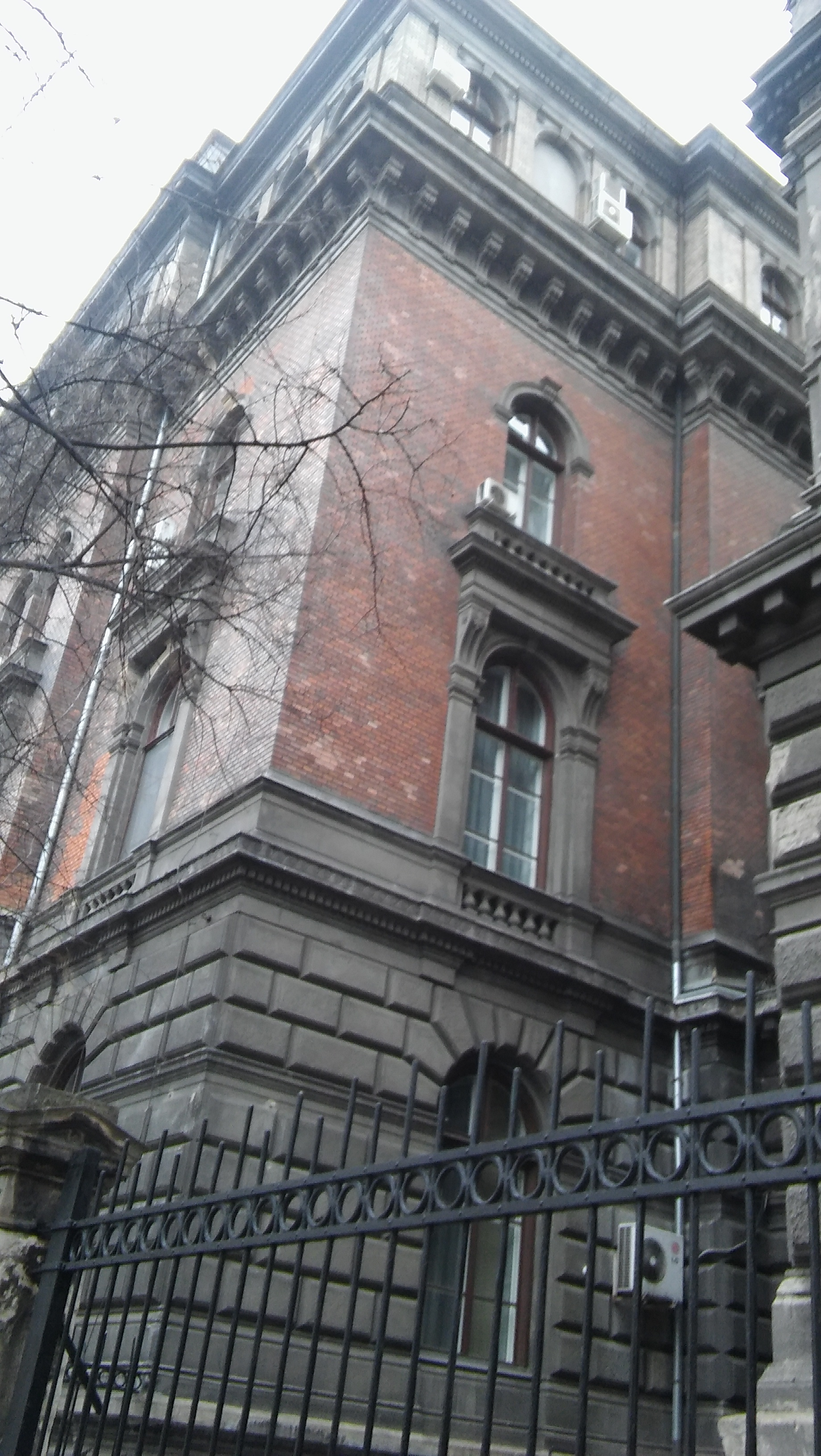

## Egyéb szakirodalom
- Pestessy József: Józsefvárosi orvosok, kórházak, klinikák, Budapest Józsefvárosi Önkormányzat, Budapest, 2002